# Последовательность Майера — Вьеториса
Последовательность Майера — Вьеториса  — естественная длинная точная последовательность, связывающая гомологии пространства с гомологиями двух покрывающих его открытых множеств и их пересечения.
Последовательность Майера — Вьеториса можно написать для различных теорий  гомологий, 
в том числе сингулярных, 
а также для всех теорий, удовлетворяющих аксиомам Стинрода — Эйленберга. 
Названа в честь двух австрийских математиков, Вальтера Майера и Леопольда Вьеториса.

## Формулировка
Предположим, топологическое пространство {\displaystyle X} представляется как объединение открытых подмножеств {\displaystyle A} и {\displaystyle B}. Последовательность Майера — Вьеториса:
{\displaystyle {\begin{aligned}\cdots \rightarrow H_{n+1}(X)\,&{\xrightarrow {\partial _{*}}}\,H_{n}(A\cap B)\,{\xrightarrow {(i_{*},j_{*})}}\,H_{n}(A)\oplus H_{n}(B)\,{\xrightarrow {k_{*}-l_{*}}}\,H_{n}(X){\xrightarrow {\partial _{*}}}\\&\quad {\xrightarrow {\partial _{*}}}\,H_{n-1}(A\cap B)\rightarrow \cdots \rightarrow H_{0}(A)\oplus H_{0}(B)\,{\xrightarrow {k_{*}-l_{*}}}\,H_{0}(X)\rightarrow \,0.\end{aligned}}}
Здесь отображения 
{\displaystyle i\colon A\cap B\to A}, 
{\displaystyle j\colon A\cap B\to B},
{\displaystyle k\colon A\to X},
{\displaystyle l\colon B\to X} —

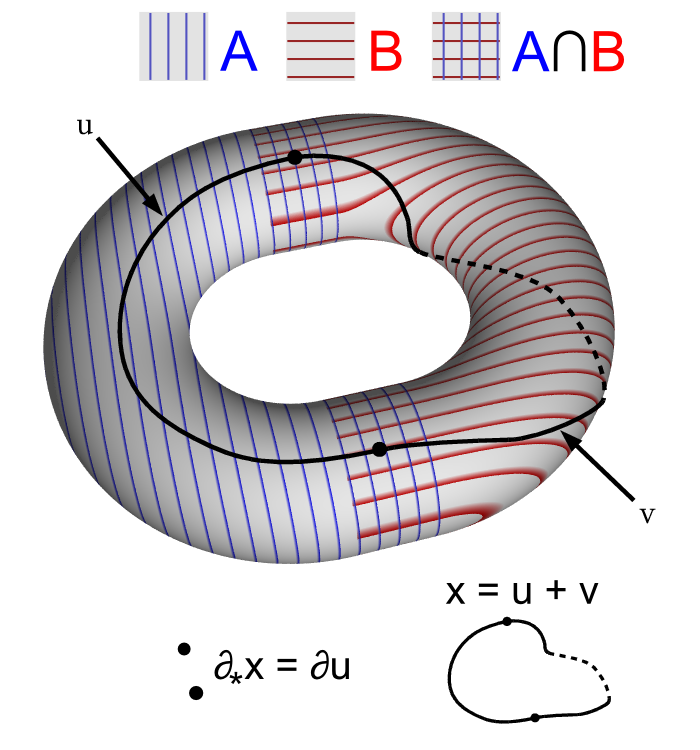
Отображения границы ∂_{*} на торе, где 1-цикл x = u + v — сумма двух 1-цепей, граница которых лежит в пересечении A и B.

отображения включения, и {\displaystyle \oplus } обозначает прямую сумму абелевых групп.
Отображение границы {\displaystyle \partial _{*}}, понижающее размерность, может быть определено следующим образом. 
Элемент в {\displaystyle H_{n}(X)} представляется {\displaystyle n}-циклом {\displaystyle x}, 
который может быть записан как сумма двух {\displaystyle n}-цепей {\displaystyle u} и {\displaystyle v}, образы которых лежат полностью в {\displaystyle A} и {\displaystyle B}, соответственно. 
Этого можно добиться, применив к {\displaystyle x} барицентрическое подразделение несколько раз.
Таким образом, {\displaystyle \partial x=\partial u+\partial v=0}, 
так что {\displaystyle \partial u=-\partial v}. 
Заметим, что обе границы {\displaystyle \partial u} и {\displaystyle \partial v} лежат в {\displaystyle A\cap B}. 
Тогда {\displaystyle \partial _{*}[x]}
определяется как класс {\displaystyle [\partial u]\in H_{n-1}(A\cap B)}. 
При этом выбор разложения {\displaystyle x=u+v} не влияет на значение {\displaystyle [\partial u]}. 

### Замечания
- Отображения в последовательности зависят от выбора порядка для {\displaystyle A} и {\displaystyle B}. 
  - В частности, отображение границы меняет знак, если {\displaystyle A} и {\displaystyle B} меняются местами.

## Приложения

### Гомологии сферы

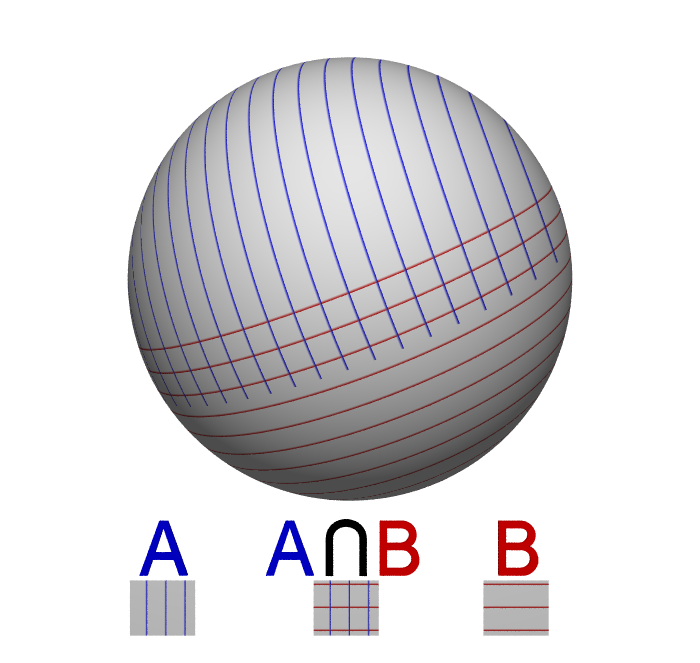
Разложение сферы

Чтобы вычислить гомологии k-мерной сферы, представим сферу {\displaystyle S^{k}} как объединение двух k-мерных дисков {\displaystyle A} и {\displaystyle B} с пересечением, гомотопически эквивалентным {\displaystyle (k-1)}-мерной экваториальной сфере {\displaystyle S^{k-1}}. 
Поскольку {\displaystyle A} и {\displaystyle B} стягиваемы, 
из последовательности Майера — Вьеториса следует точность последовательностей
{\displaystyle 0\rightarrow H_{n}(S^{k}){\xrightarrow {\partial _{*}}}\,H_{n-1}(S^{k-1})\rightarrow 0}
при {\displaystyle n\geqslant 1}.
Точность сразу влечёт, что гомоморфизм ∂* является изоморфизмом при {\displaystyle n\geqslant 1}. 
Следовательно,
{\displaystyle H_{n}(S^{k})\cong \mathbb {Z} }, если {\displaystyle n=k,0},
иначе {\displaystyle H_{n}(S^{k})\cong 0}

### Бутылка Клейна

Разложение Бутылки Клейна на две ленты Мебиуса, красную и синюю.

Для вычисления гомологий бутылки Клейна представим её, как объединение двух лент Мебиуса {\displaystyle A} и {\displaystyle B}, склеенных вдоль их граничной окружности. 
Тогда {\displaystyle A}, {\displaystyle B} и их пересечение {\displaystyle A\cap B} гомотопически эквивалентны окружности.  Нетривиальная часть последовательности дает
{\displaystyle 0\rightarrow H_{2}(X)\rightarrow \,\mathbb {Z} \ {\xrightarrow {\alpha }}\ \mathbb {Z} \oplus \mathbb {Z} \rightarrow \,H_{1}(X)\rightarrow 0}
Тривиальная часть влечёт обнуление гомологий в размерностях 3 и выше. 
Заметим, что {\displaystyle \alpha (1)=(2,2)}, поскольку граничная окружность листа Мёбиуса оборачивается дважды вокруг его средней линии. 
В частности, {\displaystyle \alpha (1)} инъективен.
Следовательно, {\displaystyle H_{2}(X)=0}. 
Выбирая базис (1, 0) и (1, 1) в {\displaystyle \mathbb {Z} ^{2}}, получаем
{\displaystyle {H}_{1}\left(X\right)\cong \mathbb {Z} \oplus \mathbb {Z} _{2}}

## Вариации и обобщения
- Редуцированные гомологии также удовлетворяют последовательности Майера — Вьеториса в предположении, что {\displaystyle A} и {\displaystyle B} имеют непустое пересечение. Эта последовательность идентична обычной, но заканчивается следующим образом:
{\displaystyle \cdots \rightarrow {\tilde {H}}_{0}(A\cap B)\,{\xrightarrow {(i_{*},j_{*})}}\,{\tilde {H}}_{0}(A)\oplus {\tilde {H}}_{0}(B)\,{\xrightarrow {k_{*}-l_{*}}}\,{\tilde {H}}_{0}(X)\rightarrow \,0.}
- Для относительных гомологий последовательность выглядит следующим образом:
{\displaystyle \cdots \rightarrow H_{n}(A\cap B,C\cap D)\,{\xrightarrow {(i_{*},j_{*})}}\,H_{n}(A,C)\oplus H_{n}(B,D)\,{\xrightarrow {k_{*}-l_{*}}}\,H_{n}(X,Y)\,{\xrightarrow {\partial _{*}}}\,H_{n-1}(A\cap B,C\cap D)\rightarrow \cdots }